# Мыдьево
Мыдьево — деревня в Череповецком районе Вологодской области.
Входит в состав Югского сельского поселения (с 1 января 2006 года по 8 апреля 2009 года входила в Шалимовское сельское поселение), с точки зрения административно-территориального деления — в Мусорский сельсовет.
Расстояние до районного центра Череповца по автодороге — 77 км, до центра муниципального образования Нового Домозерова по прямой — 37 км. Ближайшие населённые пункты — Тимово, Поварово, Архангельское.
По переписи 2002 года население — 11 человек.